# Ariocarpus
Kaktusy rodu Ariocarpus se vyskytují v Mexiku a Texasu.
Některé druhy jsou ohroženy (Ariocarpus agavoides, Ariocarpus bravoanus). Tělo je hrbolaté a připomíná spíše kámen. Šířka je asi 10 cm, ale záleží na druhu, některé například Ariocarpus retusus a Ariocarpus trigonus mohou dosahovat až kolem 30 cm v průměru. Mají mohutný kořen. Obtížně se pěstují. Je dobré jim do kaktusového substrátu přidat vápnitý dolomit nebo je pěstovat naroubované. Musejí mít zálivku až po proschnutí země, kde jsou zasazeny a dobře propustnou půdu. Kvetou bíle, žlutě, růžově nebo červeně.
Obtížně se hledají, protože trvá než dorostou do větší velikosti a v obdobích sucha mohou být téměř zaváty okolní půdou, je to typické pro Ariocarpus kotschoubeyanus.